# Жиров, Андрей Васильевич
Андрей Васильевич Жиров (17 июня 1971, Ярославль (Красные Ткачи), СССР) — советский и российский футболист, защитник.
Воспитанник СДЮШОР «Шинник» Ярославль. Тренер — В. И. Атаманычев. В 1988 году вошёл в состав «Сатурна» Андропов. В 1990 году был призван для прохождения армейской службы в московское «Динамо», в основном играл за вторую и дублирующую команды. Вторую половину сезона-1991 провёл в «Динамо» Сухуми. В 1992 году сыграл три матча в чемпионате Украины за «Буковину», затем перешёл в новороссийский «Черноморец» к тренеру Олегу Долматову, у которого играл в динамовских командах.
В 1996 году перешёл в «Динамо-Газовик», с которым вышел в высшую лигу. В августе 1998 вернулся в «Черноморец». В 2001 году перешёл в клуб первого дивизиона «Шинник» из родного Ярославля. В том же году вышел с командой в Премьер-Лигу. В 2004 году перешёл в воронежский «Факел» из второго дивизиона, поднялся с ним в первый дивизион и в следующем году завершил профессиональную карьеру.
С августа 2006 года работал тренером в «Шиннике», в 2008 году — тренером по физподготовке в дубле команды, позже — тренером ЦПЮФ ФК «Шинник» (1995 г. р.). В 2013 году был назначен тренером молодёжной команды.